# Tsoungriá
Tsoungriá, en grec moderne : Τσουγκριά, est un îlot situé au large du port de Skiáthos, de l'île du même nom, dans le district régional des Sporades, en Thessalie, Grèce. 
Selon le recensement de 2011, l'îlot est inhabité.